# ももクロ夏のバカ騒ぎ WORLD SUMMER DIVE 2013.8.4 日産スタジアム大会
『ももクロ夏のバカ騒ぎ WORLD SUMMER DIVE 2013.8.4 日産スタジアム大会』（ももクロ なつのばかさわぎ　ワールドサマーダイブ　2013.8.4 にっさんスタジアムたいかい）は、ももいろクローバーZのライブ。Blu-ray & DVDとして発売されている。

## 概要
横浜国際総合競技場（通称・日産スタジアム）において、女性グループが単独で行う初めてのライブであり、音楽とスポーツの融合がコンセプトとなった。国際競技場ということでWORLD SUMMER DIVEというタイトルのもと、オリンピックを意識した演出で進行。特設の聖火台には炎が点火され、ゲストによるフルマラソンや短距離走などのコーナーが設けられた。また客席が設けられなかった芝生部分では、かつての日本代表メンバーとサッカー対決も行われた。
この時点でグループ最多となる6万人を動員した。なお国内55ヵ所でライブビューイングも行われ、約2万5千人を動員した。ARという技術が用いられ、ライブビューイングを通して観る映像に会場の風景に合わせたCGがリアルタイムで加えられた（DVDやBlu-rayにも反映されている）。また、サッカーの試合などで使用されている空撮用カメラ「スパイダーカム」も導入された。

### ゲスト

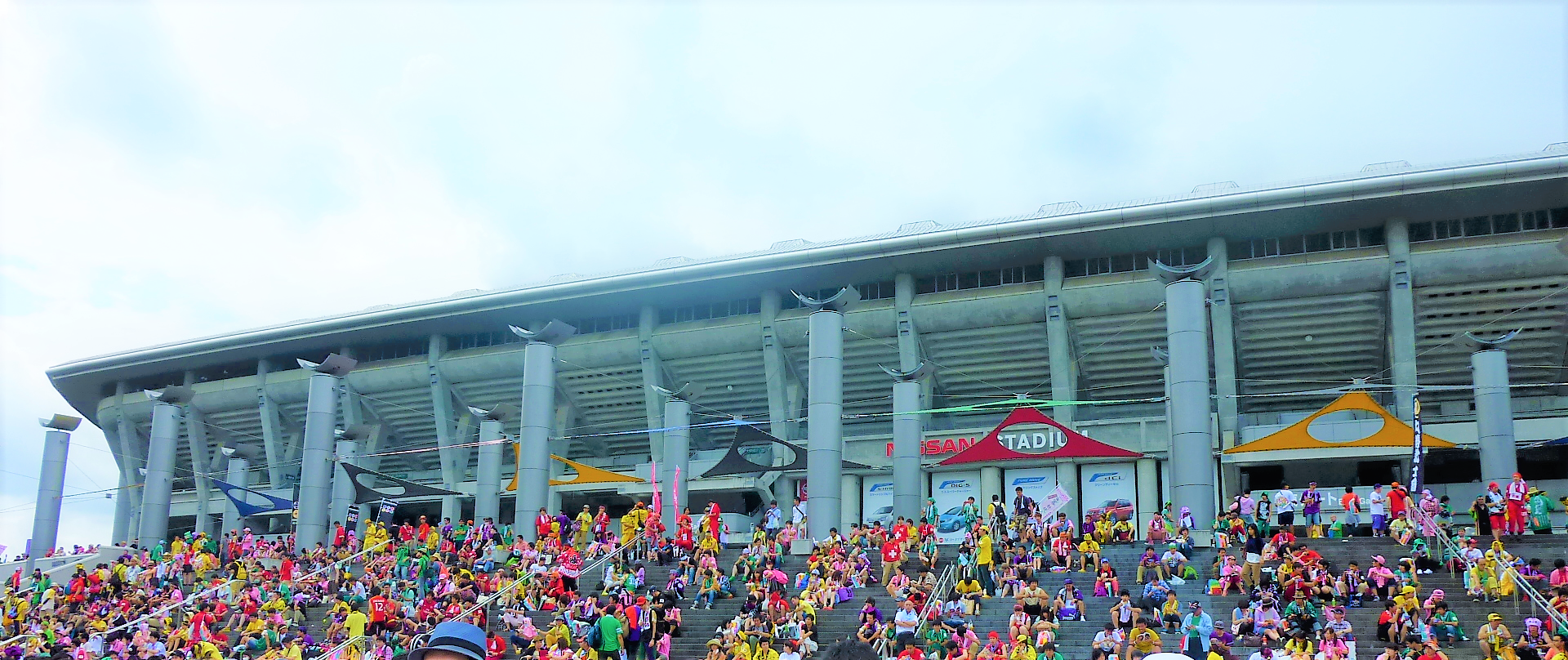
スタジアム前の大階段で開演を待つファン

- 布袋寅泰

『君が代』を演奏。『PUSH』と布袋が提供した『サラバ、愛しき悲しみたちよ』および本人の持ち歌である『バンビーナ』を共演した。ライブ中に布袋は、「もうすっかり僕も、皆さんと一緒です。モノノフになっちゃいました。リハーサルからずっと見てますけど、あなたたちに出会えて感動しました」と発言した。
- 猫ひろし

ライブ中に横浜国際総合競技場を外周する形でフルマラソンを行った。
- 箕輪はるか（ハリセンボン）

『ワニとシャンプー』をメンバーとともに歌い踊った。この模様は「FNS27時間テレビ 女子力全開2013 乙女の笑顔が明日をつくる!!」で中継された。
- ヒダノ修一（太鼓奏者）

ゲーム「太鼓の達人」のテーマソング『ももいろ太鼓どどんが節』初披露の際に登場。
- 松崎しげる

"愛のメモリー"を歌唱。恒例の次回ライブ開催地の発表を行った。
- 武井壮

百田との短距離走対決を行った。
- 北澤豪、平瀬智行、三浦淳宏、藤田俊哉、福田正博

ももクロチームとサッカーの試合で対決した。
- 松木安太郎

サッカーの試合に解説として参加。
- 神奈川県立湘南台高等学校吹奏楽部

オープニングアクトなどを行った。
- サムライ・ロック・オーケストラ

曲中・曲間にパフォーマンスを行った。

## セットリスト
overture 〜ももいろクローバーZ参上!! 〜（オープニング）
君が代（オープニング）
1. PUSH
2. サラバ、愛しき悲しみたちよ
3. 仮想ディストピア
4. DNA狂詩曲
5. Z女戦争
6. 猛烈宇宙交響曲・第七楽章「無限の愛」
7. 月と銀紙飛行船
8. 上を向いて歩こう 〜 ゲッダーン!
9. ココ☆ナツ
10. ワニとシャンプー
11. 5 The POWER
12. ムーンライト伝説
13. Neo STARGATE
14. 宙飛ぶ!お座敷列車
15. ももいろ太鼓どどんが節
16. 上球物語 -Carpe diem-
17. BIONIC CHERRY
18. ピンキージョーンズ
19. Chai Maxx
20. キミノアト
21. バンビーナ
22. 行くぜっ!怪盗少女
23. 労働讃歌
24. 走れ!
25. ももクロのニッポン万歳!
26. 灰とダイヤモンド（アンコール）
27. コノウタ（アンコール）
28. さくらさくら 〜 ニッポン笑顔百景（アンコール）
29. 黒い週末（アンコール）

特典映像（DVD & Blu-ray）
ももいろクローバーZ 最大の挑戦 〜road to日産スタジアム大会〜

## サポートメンバー
「ダウンタウンももクロバンド」と呼ばれるバンドによる生演奏が行われた。
- 武部聡志 - キーボード、音楽監督
- 村石雅行 - ドラムス
- 朝倉真司 - パーカッション
- 安達貴史 - ベース
- 佐藤大剛 - ギター
- 鳥山雄司 - ギター
- 本間昭光 - キーボード
- 清水俊也 - キーボード
- marron - コーラス
- 加藤いづみ - コーラス
- 竹上良成 - サックス
- ルイス・バジェ (Luis Valle) - トランペット
- 榎本裕介 - トロンボーン